# Banjarsawah
Banjarsawah is een bestuurslaag in het regentschap Probolinggo van de provincie Oost-Java, Indonesië. Banjarsawah telt 3761 inwoners (volkstelling 2010).